# Белоречит
Белоречи́т — метаморфическая горная порода, кварцит разнообразной окраски. Кремнезём белоречит ярко окрашен примесями окислов и солей железа. Может иметь белую, восково-желтую, молочную, серую, полосатую, пятнистую и другую окраску. Камни сочетают в себе розово-красные полосы; чередование белых, розовых, желтых, полос; могут менять окраску от светло-розового оттенка до кроваво-красного цвета. Минералы могут быть чёрными и нежно-розовыми. Особенно часто белоречит использовали русские мастера камнерезного дела в XVIII-XIX веках, изготавливая из него художественные и декоративные предметы. В настоящее время используется редко. 
- Текстура:	полосчатая, массивная, пятнистая.
- Структура:	среднезернистая.
- По физическим свойствам относится к группе камней высокой твердости (белоречит тверже мрамора, нередко его используют как абразив)[2].

Камень назван по Белорецкому месторождению, которое было открыто на реке Белая в Алтайском крае. Кварциты такого качества в мире редки.
Рисунок и цвет минерала может быть однородным, пятнистым или полосатым. В минерале чередуются разнообразные полоски, вкрапления и цвета: белый, розовый, красный и смешанный, светлый и темный серый, желтый, светлого или воскового оттенка, кроваво-красный. Такой разброс цветов сохраняется благодаря наличию в породах оксидов и гидроксидов железа, тонких вкраплений сульфидов (пирита и халькопирита), а также продуктов их окисления. Особый колорит и неповторимость окраски белорецкий кварцит получает в процессе обработки камня. Мастера при изготовлении изделий из камня изменяли толщину пластин, доводя её до 15 мм, при этом густота окраски на просвет также менялась. Это свойство белоречита применяли при изготовлении камей.

## История
Название камень получил по имени реки, на которой было открыто месторождение — Белая и одноимённого села — Белорецк, основанного возле Белорецкого редута. Экспедиция, возглавляемая П. И. Шаньгиным, была отправлена на поиски «узорчатого камня» для развития камнерезной промышленности в 1787—1788 годах специальным указом Екатерины II. Эксплуатация Белорецкого месторождения кварцита, расположенного в 60 км от Колывани и в 35 км от Колыванской гранильной фабрики, была начата в 1807 году.

## Свойства

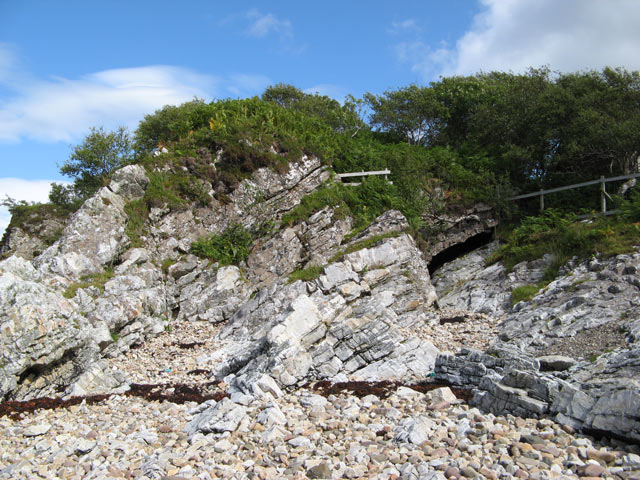

Горная порода имеет мало трещин, мелкозернистую структуру, хорошо поддаётся обработке и зеркальной полировке. Благодаря наличию в структуре белорецкого кварца тонких вкраплений сульфидов (пирита и халькопирита) и продуктов их окисления, в породе наблюдается большое разнообразие цветовой гаммы и структуры. Включения оксидов и гидроксидов железа., придающих окраску кварцу, прослеживаются с поверхности жилы на глубину 3—5 см. Белорецкий кварцит — материал большого художественного значения, так как именно он может после обработки передать глубину, теплоту и цвет кожи человеческого тела. Большая масса пластов породы, их техническая однородность, разнообразие окрасок и тонов делают этот камень совершенно исключительным среди горных пород .

## Применение
Русские мастера камнерезного дела часто использовали этот минерал в XVIII-XIX вв. Сейчас его добывают в незначительных количествах возле Колывани и используют для создания художественных изделий из камня.
Из белоречита колыванскими самородками создано немало как крупных, так и небольших художественных изделий. Колоссальные колонны и изящные вазы, созданные по проекту архитекторов Е.Е. Лансере и А. Л. Гуна, можно увидеть в залах Эрмитажа. Изделия алтайских камнерезов в стране были известны далеко не все, так как не попали в музейные коллекции.  Данный факт касался и работ одного из мастеров камнерезного искусства — Михаила Лаулина, ученика известного мастера Ф. В. Стрижкова. Его изделия не числились среди коллекций из камня, так как не было ни одной вещи, подписанной его именем. Ваза, вырезанная из нежно-розового белорецкого кварцита нашлась в Музее изобразительных искусств имени А.С. Пушкина. На постаменте вазы была подпись: «Колыванская шлифовальная фабрика, 1825 год, мастер М. Лаулин» .
Ранее из белоречита делали небольшие предметы: приборы для письма; ножи для разрезания бумаги; зонты и трости имели ручки, украшенные резными набалдашниками и другие изделия, сегодня он применяется для изготовления сувениров.
Особое свойство камня особенно часто использовали при изготовлении камей: тонкие пластины белоречита просвечиваются насквозь, поэтому сохраняют теплые желто-красные или другие тона. Меняя толщину пластин, мастера добивались перехода цвета и различной густоты окраски.
Примечательно, что в 18 веке белоречит шел только на изготовление художественных изделий, и лишь в 30-х годах 19 века открылись его абразивные свойства. Художественная обработка камня во все времена производилась только в одном месте: на Колыванском камнерезном заводе имени И.И.Ползунова.
Промышленная добыча камня белоречит была прекращена в середине 80-х годов 20 века.
Центр камнерезного дела на Алтае — ГУП «Колыванский камнерезный завод им. И.И. Ползунова» работает и сегодня, выполняя из белорецкого кварцита индивидуальные и другие заказы. Абразивные свойства кварцита были известны людям с древних времён. В настоящее время белоречит также используется в качестве доводочных инструментальных брусков.